# ケイト・ショートランド
ケイト・ショートランド（Cate Shortland, 1968年8月10日 - ）は、オーストラリアの脚本家、映画監督。ニューサウスウェールズ州テモラ出身である。

## 人物
2004年に『15歳のダイアリー』で長編映画の監督デビューする。第57回カンヌ国際映画祭ではある視点部門で上映された。
長編監督2作目『さよなら、アドルフ』は2012年のシドニー映画祭でオーストラリア・プレミアとなった。2012年8月にロカルノ国際映画祭でグランプリを獲得した。第85回アカデミー賞外国語映画賞のオーストラリア代表作品である。

## フィルモグラフィ

### 映画
| 年   | 題名                                   | 備考       |
| ---- | -------------------------------------- | ---------- |
| 2004 | 15歳のダイアリー Somersault            | 監督・脚本 |
| 2012 | さよなら、アドルフ Lore                | 監督・脚本 |
| 2017 | ベルリン・シンドローム Berlin Syndrome | 監督       |
| 2020 | ブラック・ウィドウ Black Widow         | 監督       |